# 狂人之鼓

1930年初版《狂人之鼓》封面

《狂人之鼓》（英語：Madman's Drum）是美国作家林德·沃德的第二部无字小说，于1930年出版，包含118页木雕版画，讲述奴隶贩子在非洲为夺取魔面鼓谋杀其主后对他和家人产生严重后果的故事。
沃德于1929年推出无字小说处女作《上帝之人》，与前作相比，《狂人之鼓》更显雄心勃勃：人物刻画更加细致入微，情节更庞大复杂，对社会不公的控诉更加强烈。沃德使用各种雕刻工具，确保画作细节更精准，使用象征主义手法和夸张的面部表情呈现情节和情绪。
作品面世后获得普遍好评，与《上帝之人》的成功一起促使出版商发行更多无字小说。1943年，心理学家亨利·默瑞选中《狂人之鼓》的两幅画作纳入人格特质主题统觉测验。评论认为，《狂人之鼓》表现不及前作，沃德大幅精简下一部无字小说《野外朝圣》。

## 内容简介
奴隶贩子在非洲杀死当地人，偷走对方的魔面鼓，没想到此举导致全家遭到诅咒。他很快发家致富，为家人买下豪宅，把魔面鼓和之前杀人的剑放在其中展示。教训擅自演奏魔面鼓的儿子一顿后，奴隶贩子要求孩子好好学习，但他本人在返回非洲的海途中遇难。
儿子努力学习，没有沾染同龄人的各种恶习。他放弃起初信仰的宗教，母亲被他扔掉的十字架绊倒并刺死。男孩长大后成为知名科学家，娶妻后生下两个女儿，但对待家庭冷漠而疏远，家人一个接一个地离他而去：夫人与音乐家有染后丧命；女儿因组织工会活动的男友遭人陷害后被处绞刑陷入抑郁；另一个女儿爱上的男子却把她当成妓女。失去所有的亲人导致男人陷入疯狂，他背上魔面鼓，与附近游荡多年的笛手一起演奏。

## 背景
林德·沃德（Lynd Ward）于1905年生于芝加哥，父亲哈里·沃德（Harry F. Ward）是循道宗牧师、社会活动家兼美国公民自由联盟首任主席。林德所有作品都体现出父亲对社会不公的看法。他很小就对美术感兴趣，曾向中学和高校报纸提供图片和文稿。

法朗士·麦绥莱勒的《太阳》是沃德接触的第一本无字小说

1926年取得美术本科学历后，沃德与作家梅·麦克尼尔（May McNeer）喜结连理，两人在欧洲度蜜月，而且一去就是一年多。沃德用一年时间在德国莱比锡学木刻，在此期间接触德国表现主义绘画和比利时木刻版画家法朗士·麦绥莱勒的无字小说《太阳》（Le Soleil）。返回美国后，沃德成为自由职业者，以创作插画为主。1929年，他在纽约看到德国画家奥托·努克（Otto Nückel）唯一的无字小说《命运》，作品风格明显受到麦绥莱勒影响，但画面信息更庞大，讲述某妓女的生与死。沃德看过《命运》后颇受触动并投入创作，于1929年推出无字小说处女作《上帝之人》，《狂人之鼓》紧随其后。沃德感觉《上帝之人》不够独特，希望新作能够改善并进一步发掘无字小说的潜力。

## 出版史
《狂人之鼓》包含118幅大小不一的黑白木刻版画，其中最小的10.2×7.6厘米，最大的13×10厘米。1930年10月，开普和史密斯公司（Cape & Smith）出版本书的商业版和豪华版，其中豪华版有作者签名，限量发行309本。同年，乔纳森·开普（Jonathon Cape）发行本书的英国版。2002年，《狂人之鼓》经国书出版社（国书刊行会）推出日版，2005年再经多佛出版社（Dover Publications）回归美国发行独立版本。1974年的合集《不用言语讲故事的人：林德·沃德的木雕版画》（Storyteller Without Words: The Wood Engravings of Lynd Ward）收录《狂人之鼓》；2010年美国图书馆出版社（Library of America）发行，漫画家阿特·斯皮格曼（Art Spiegelman）主编的合集《林德·沃德：六部木刻小说》（Lynd Ward: Six Novels in Woodcuts）也不例外。作品的原始木刻如今属哥伦比亚特区乔治城大学约瑟夫·马克·劳因格纪念图书馆的林德·沃德收藏。

## 风格与分析

《狂人之鼓》的创作工具种类远多于前作：多种着色工具刻画天上的平行线条，圆形工具描绘树上的有机纹理

与《上帝之人》相比，《狂人之鼓》更显雄心勃勃，人物刻画更细致入微，情节更庞大复杂。书中有更明显的极左政治立场，如主角妹妹的男友信仰共产主义并因此被处极刑。沃德本人多年后表示，虽然故事背景“至少是在一百年前……显然发生在异国他乡”，但“几乎任何时代和地点”都能遇到类似情境和人物。
书中采用多种线条和纹理，细节比《上帝之人》更丰富。沃德使用各种雕刻工具创作，如多种着色工具刻画大量平行线条，圆形雕刻工具描绘有机纹理。大量人物用面部及衣着上的细节区分，例如主角的鹰钩鼻和后退的发际线，妻子的方格花纹连衣裙。
书中采用扩张的面部表情表现诸如怨恨、恐惧在内的多种情绪。沃德大量使用象征主义表现手法，如年青女子戴花代表纯洁，她失身的男子所穿背心有许多花朵装饰，他房子的灰泥也显示出花卉图案，还有公鸡形状的风向标。法国漫画作家杰罗姆·勒格拉丁（Jérôme LeGlatin）认为，书名中的“狂人”可以理解成鼓上装饰的笑脸图案、驯服的非洲人、奴隶贩子甚至作者本人。

## 评价和影响
《狂人之鼓》1930年面世后获得普遍好评，但销量不及《上帝之人》。两部作品的成功促使美国出版商发行更多无字小说，例如1930年再版的《命运》及美国和其他欧洲国家作者推出的作品。不过，无字小说的流行时间不长，除麦绥莱勒和沃德外，极少有人作品超过一部。沃德的无字小说销量也一部不如一部，1940年他曾考虑创作第七部，但最终没有落实。1943年，心理学家亨利·默瑞（Henry Murray）选中《狂人之鼓》的两幅画作纳入人格特质主题统觉测验。
《伯林顿杂志》（The Burlington Magazine）1931年发文，认为《狂人之鼓》实验失败，画作品质不均，而且不像《上帝之人》那样还有章节标题的文字引导，导致情节难以理解。斯皮格曼认为小说表现低迷，沃德专注于充实人物并塑造复杂情节之举导致故事难以维系。在他看来，书中画作优劣参半，虽然内容更丰富，但雕刻更精细的图像却“更难理解”，主角夫人的死和其他关键情节处理模糊不清，难以解读。斯皮格曼认为，沃德1932年推出的下一部无字小说《野外朝圣》（Wild Pilgrimage）比前作大幅精简，摆脱情节泥沼。杰罗姆·勒格拉丁宣称《狂人之鼓》是沃德的首部杰作，“在每次失误中（取胜），每次失败中（成功）”，摆脱《上帝之人》中受到的限制。

### 脚注
1. ↑  Spiegelman（2010b年），第799页
2. ↑  Beronä（2008年），第41页
3. ↑  Spiegelman（2010b年），第801页
4. ↑  Spiegelman（2010b年），第802–803页
5. 1 2  Spiegelman（2010a年），第x页
6. ↑  Spiegelman（2010b年），第803–804页
7. ↑  Beronä（2008年），第244页
8. 1 2  Spiegelman（2010b年），第804–805页
9. ↑  Spiegelman（2010a年），第xiv页
10. 1 2 3  Beronä（2008年），第52页
11. ↑  Ward & Beronä（2005年），第iii页
12. ↑  Spiegelman（2010b年），第806页
13. ↑  Ahearn & Ahearn（2002年），第1998页
14. 1 2  Beronä（2008年），第245页
15. ↑  worldcat-857302187
16. ↑  Smykla（1999年），第53页
17. 1 2  Spiegelman（2010a年），第xv页
18. 1 2  Beronä（2003年），第67页
19. ↑  Ward & Beronä（2005年），第iii–v页
20. 1 2  Ward & Beronä（2005年），第iv页
21. ↑  Ward & Beronä（2005年），第iv–v页
22. 1 2  LeGlatin（2012年）
23. ↑  Walker（2007年），第27页
24. 1 2  Ward & Beronä（2005年），第v页
25. ↑  Beronä（2003年），第67–68页
26. ↑  Willett（2005年），第131页
27. ↑  Ward & Beronä（2009年），第v页
28. ↑  E. P.（1931年），第99页
29. ↑  Spiegelman（2010a年），第xvi页
30. ↑  Spiegelman（2010a年），第xv–xvi页